# فانوس دریایی دریانورد سرخ
فانوس دریایی دریانورد سرخ (به نروژی: Kjeungskjær fyr) یک فانوس دریایی ساحلی در شهرداری اورلند در استان تروندلاگ، نروژ است. فانوس دریایی در یک جزیره کوچک در دهانه بیونه فیوردن حدود ۳٫۵ کیلومتر (۲٫۲ مایل) غرب روستای اوتاگ و ۵ کیلومتر (۳٫۱ مایل) جنوب روستای نس در شهرداری بیونه واقع شده‌است.

## شرح
این فانوس دریایی در سال ۱۸۸۰ ساخته شده و در سال ۱۹۸۷ بازسازی شده و به‌صورت خودکار درآمده‌است. پیش از اینکه به حالت اتوماتیک در بیاید، نگهبان فانوس دریایی و خانواده‌اش در طبقات پایین ساختمان زندگی می‌کردند.
این فانوس دریایی روی برجی با ارتفاع ۱۷٫۵ متر (۵۷ فوت) با برج هشت ضلعی و به رنگ قرمز رنگ و از سنگ ساخته شده‌است. چراغ ۱۴٬۴۰۰- شمع (یکا) در ارتفاع ۲۰٫۵ متر (۶۷ فوت) بالاتر از سطح دریا قرار دارد. نور سفید، قرمز یا سبز (بسته به جهت) هر ۶ ثانیه یک بار مخفی می‌شود. یک لنز فرنل وجود دارد که از سال ۱۹۰۶ مورد استفاده قرار گرفته‌است. تا ۸ مایل دریایی (۱۵ کیلومتر؛ ۹٫۲ مایل) این فانوس دریایی هر ساله از ۲۱ ژوئیه تا ۱۶ مه روشن می‌شود. در اواخر ماه بهار و اوایل ماه‌های تابستان به دلیل آفتاب نیمه شب هوا تاریک است.

## نگارخانه

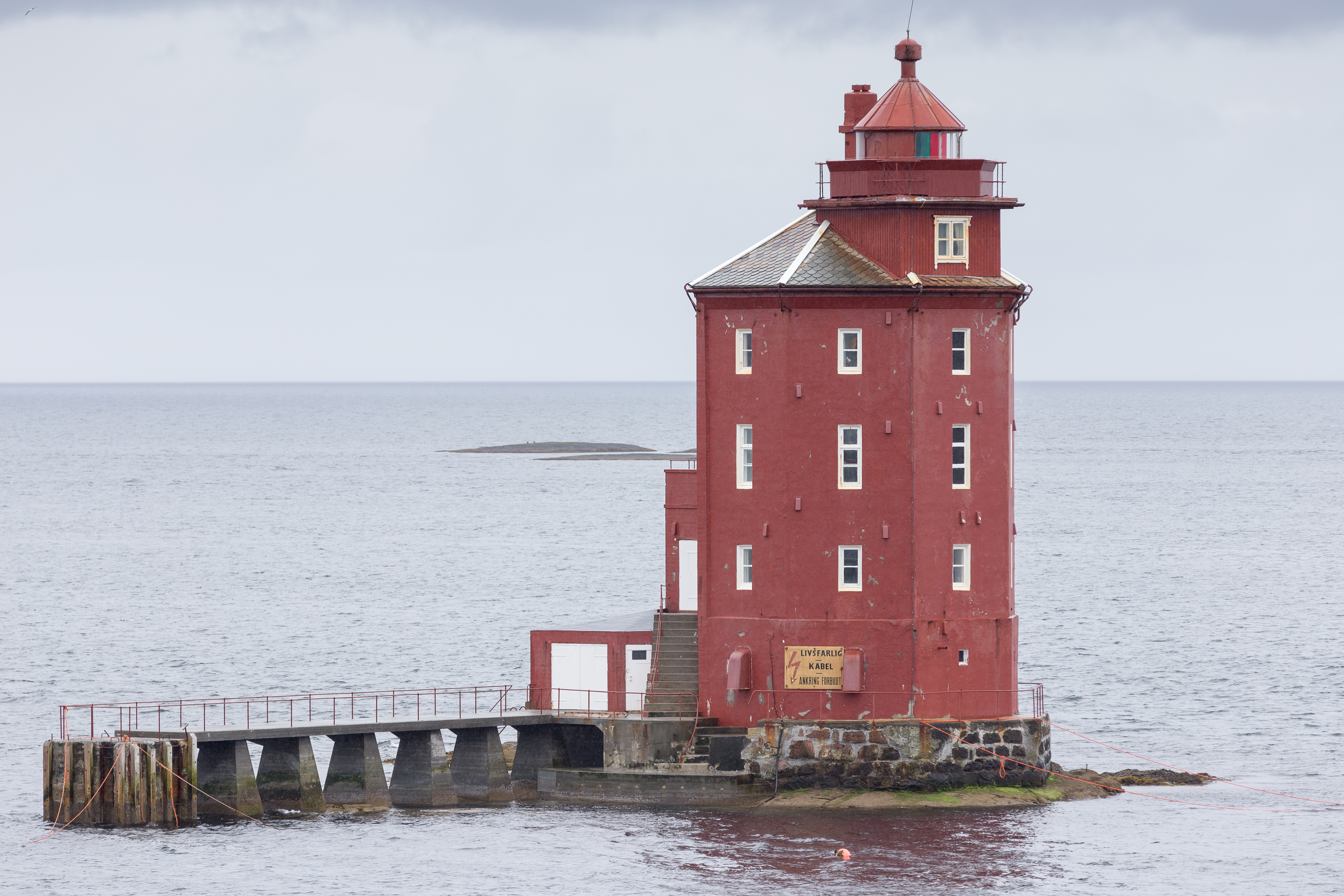
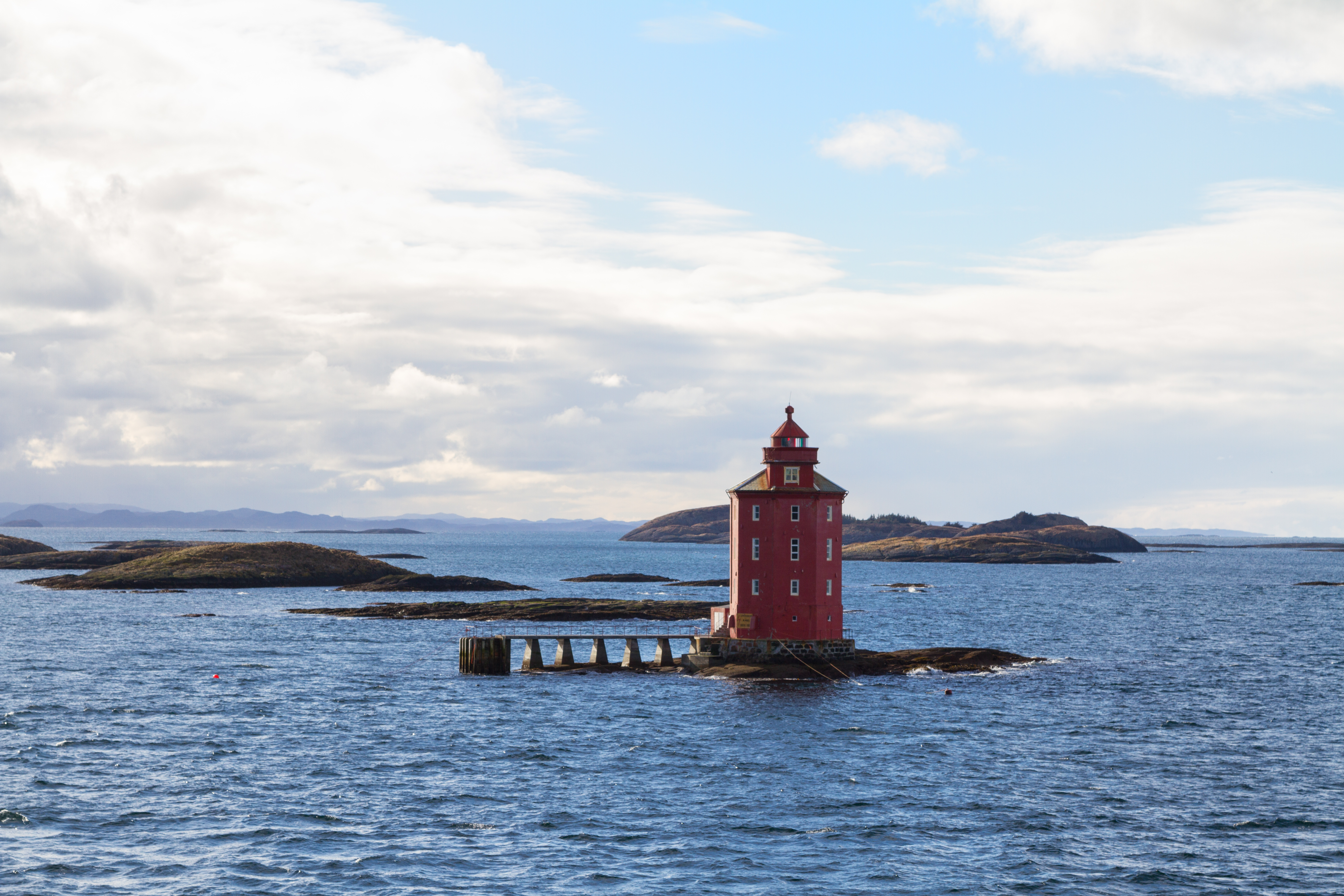
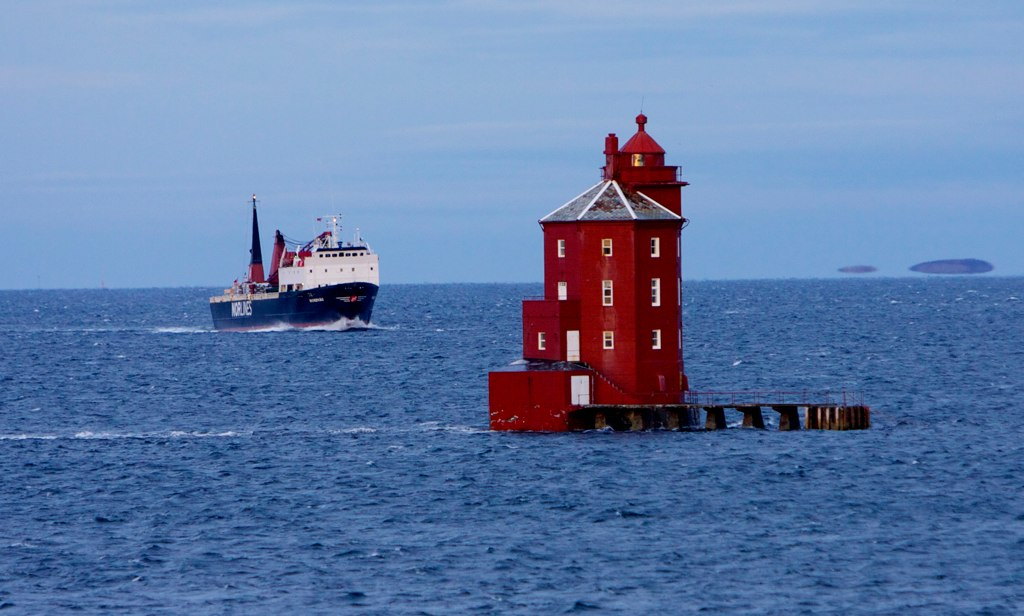
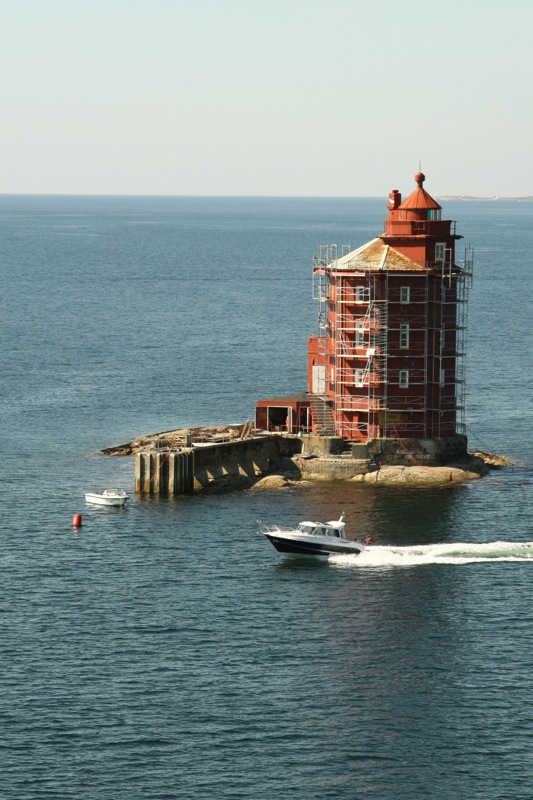
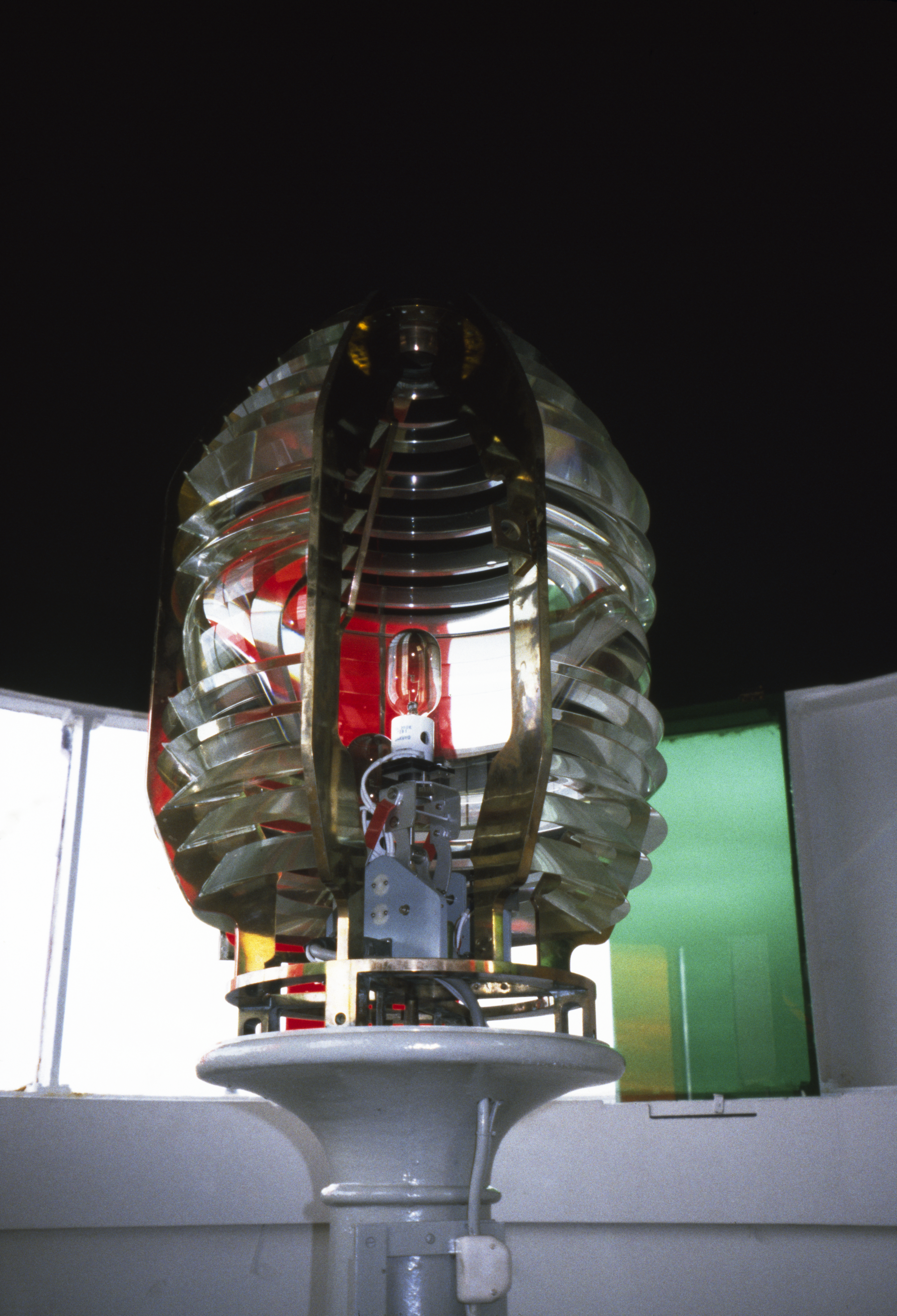
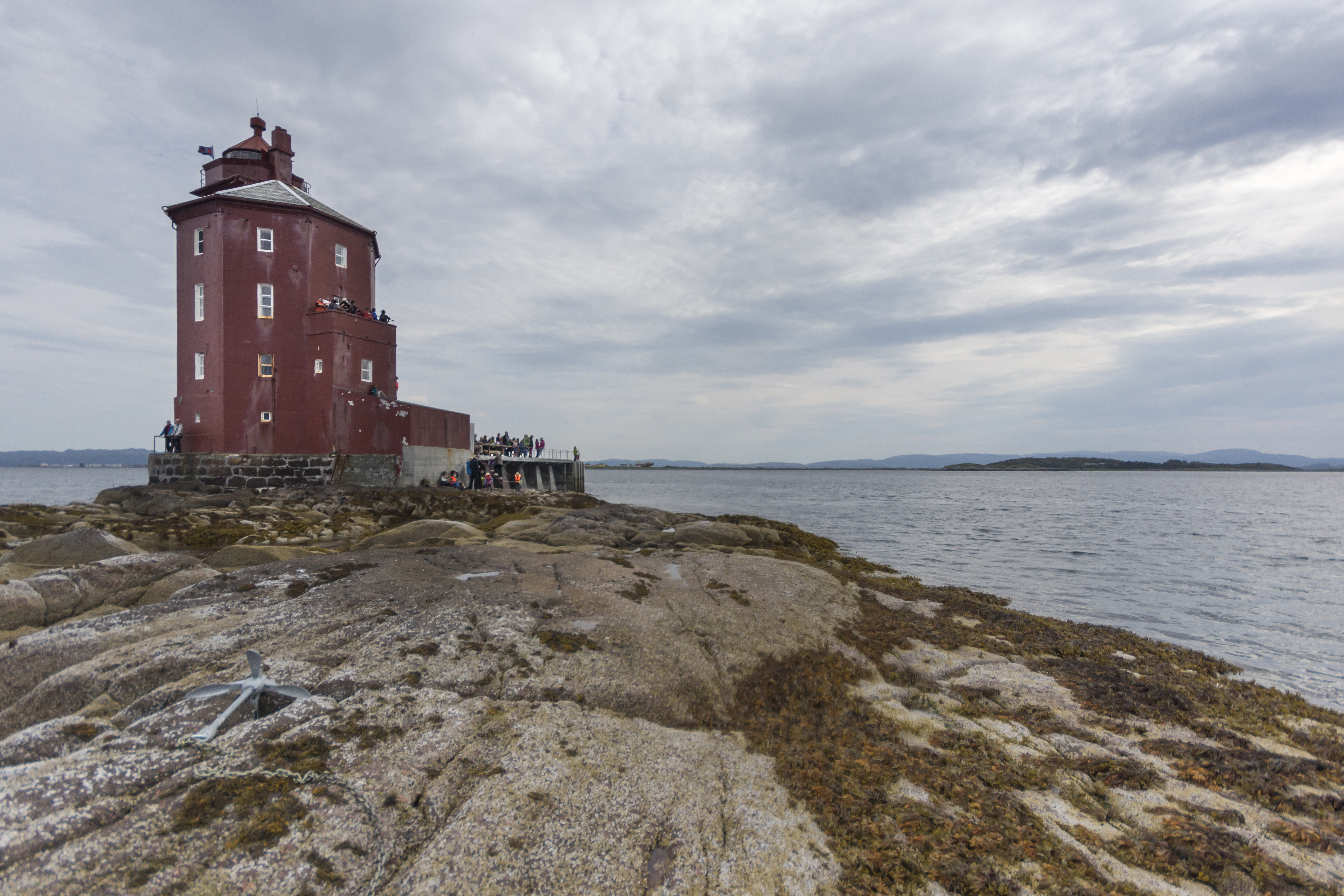
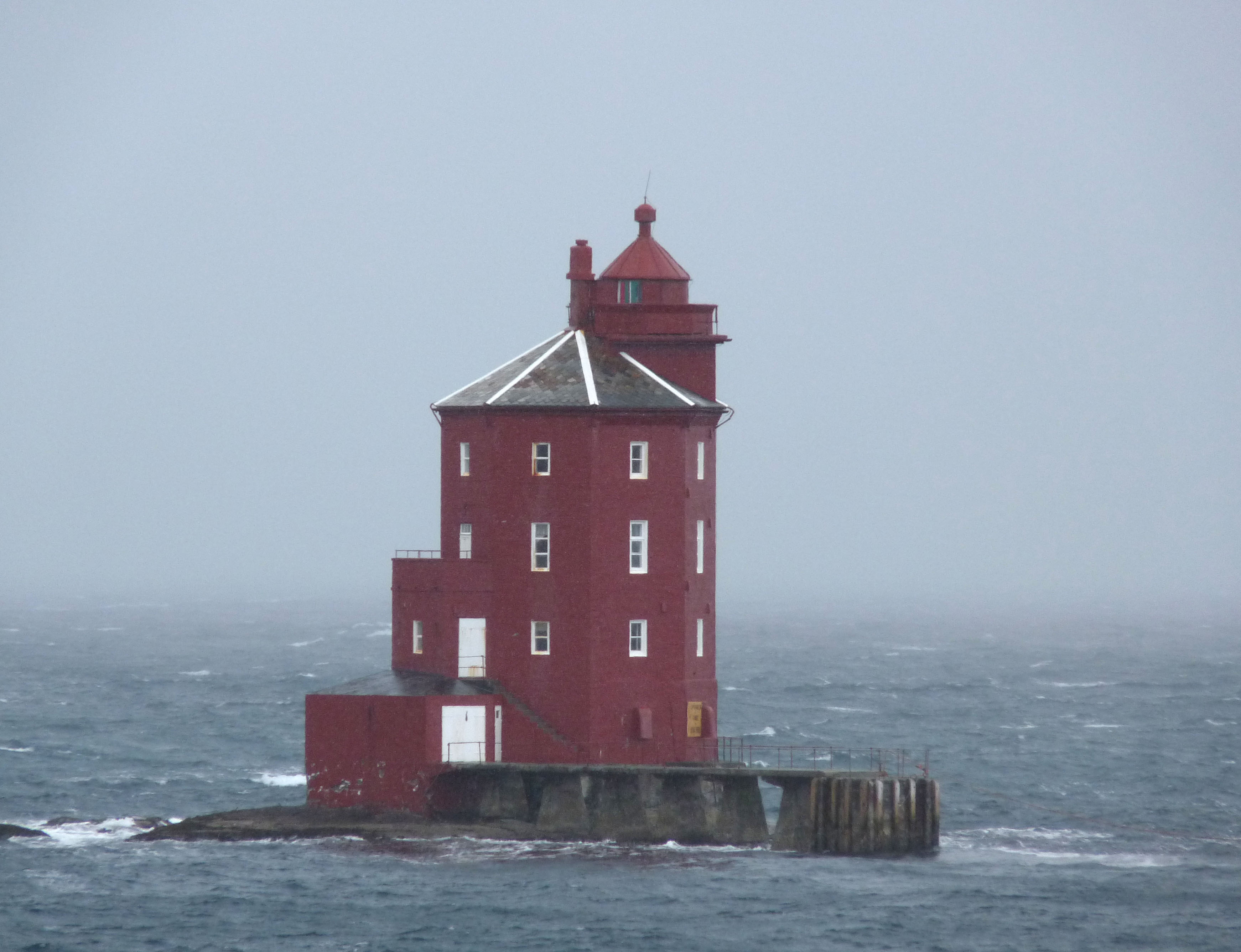
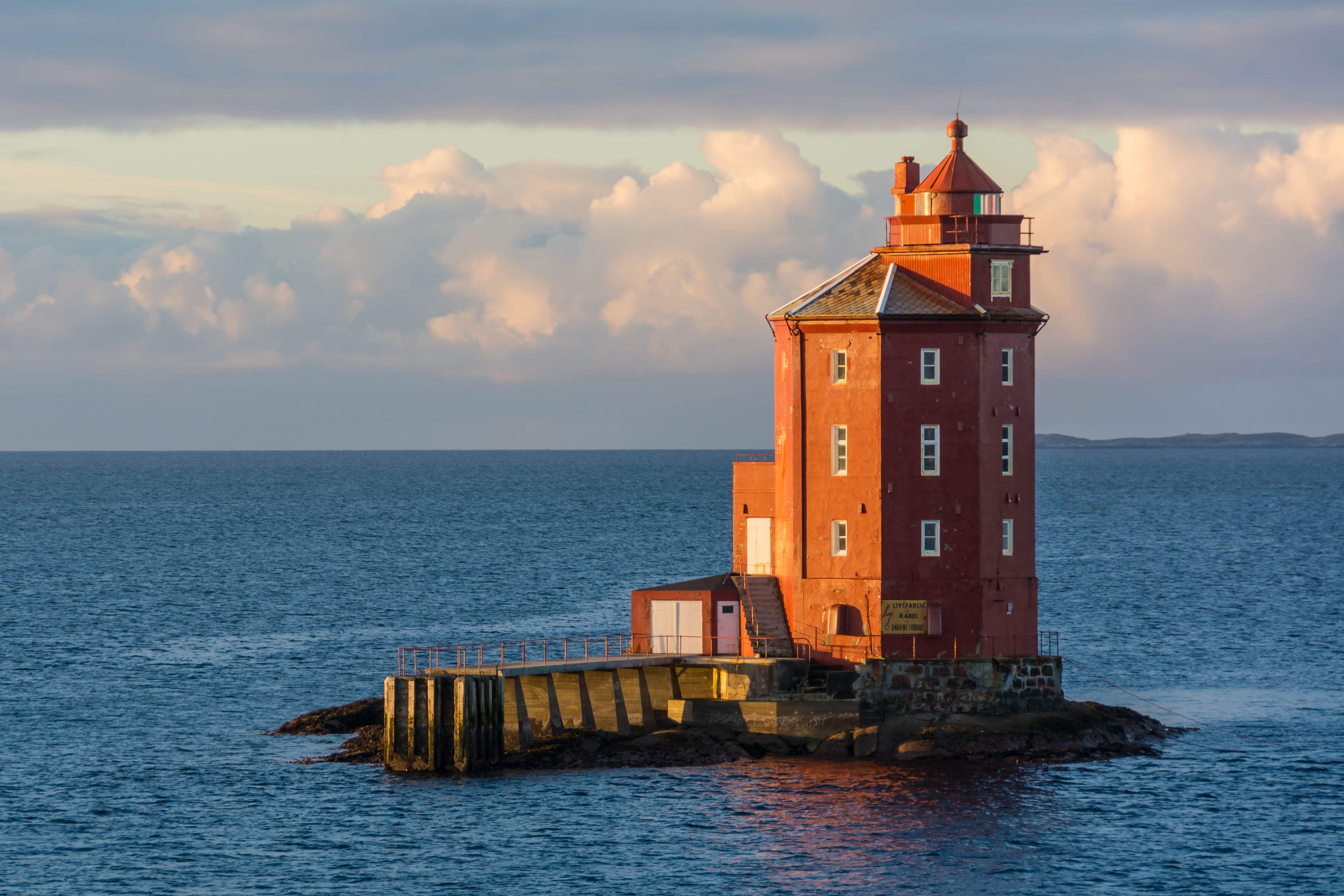